# Chytrejki
Chytrejki lub Chitrejki (ukr. Хитрейки, Chytrejky) – wieś na Ukrainie, w obwodzie lwowskim, w rejonie lwowskim (wcześniej w rejonie żółkiewskim). W 2001 roku liczyła 470 mieszkańców.
Miejscowość została założona w 1510 roku. Do 1939 roku była częścią pobliskiego Kunina. Nazwa zbiega się z nazwiskiem mieszkającej tam kiedyś rodziny włościańskiej Chitrejków.